# Statistiche della Coppa Italia
Questa pagina raccoglie statistiche e record significativi riguardanti la Coppa Italia di calcio.

## Albo d'oro della Coppa Italia

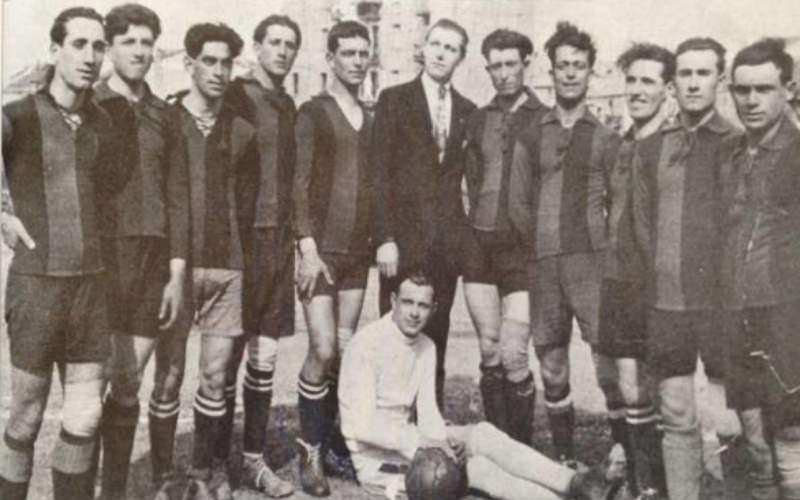
Il Vado, squadra vincitrice nel 1922 della prima edizione della Coppa Italia.

- 15 volte campione:  Juventus
- 9 volte campioni:  Roma,  Inter
- 7 volte campione:   Lazio
- 6 volte campioni:  Fiorentina,  Napoli
- 5 volte campioni:  Torino,  Milan
- 4 volte campione:  Sampdoria
- 3 volte campioni:  Parma,  Bologna
- 1 volta campioni:  Vado,  Genoa,  Venezia,  Atalanta,  Vicenza

### Prima volta campione
- Vado: 1922
- Torino: 1935-1936
- Genoa: 1936-1937
- Juventus: 1937-1938
- Inter: 1938-1939
- Fiorentina: 1939-1940
- Venezia: 1940-1941
- Lazio: 1958
- Napoli: 1961-1962
- Atalanta: 1962-1963
- Roma: 1963-1964
- Milan: 1966-1967
- Bologna: 1969-1970
- Sampdoria: 1984-1985
- Parma: 1991-1992
- Vicenza: 1996-1997

### Ultima volta campione
- Bologna: 2024-2025
- Juventus: 2023-2024
- Inter: 2022-2023
- Napoli: 2019-2020
- Lazio: 2018-2019
- Roma: 2007-2008
- Milan: 2002-2003
- Parma: 2001-2002
- Fiorentina: 2000-2001
- Vicenza: 1996-1997
- Sampdoria: 1993-1994
- Torino: 1992-1993
- Atalanta: 1962-1963
- Venezia: 1940-1941
- Genoa: 1936-1937
- Vado: 1922

### Campione consecutivo
- 4  Juventus: (2014-2015, 2015-2016, 2016-2017 e  2017-2018)
- 2  Inter: (2004-2005 e 2005-2006; 2009-2010 e 2010-2011; 2021-2022 e 2022-2023),  Roma: (1979-1980 e 1980-1981; 2006-2007 e 2007-2008),  Sampdoria: (1987-1988 e 1988-1989),  Milan: (1971-1972 e 1972-1973),  Juventus: (1958-1959 e 1959-1960)

### Maggior numero di partecipazioni senza aver mai vinto la coppa
- 75  Brescia

### Minor numero di partecipazioni avendo vinto almeno una coppa
- 7  Vado

### Maggior numero di edizioni consecutive con vincitori diversi
- 8 ( Roma 1990-1991,  Parma 1991-1992,  Torino 1992-1993,  Sampdoria 1993-1994,  Juventus 1994-1995,  Fiorentina 1995-1996,  Vicenza 1996-1997,  Lazio 1997-1998)

### Il trofeo
L'attuale trofeo è stato introdotto dall'edizione 1959-1960 ed è costituito da una coppa in oro puro, la quale viene consegnata alla squadra vincitrice, che la detiene per l'intera successiva stagione, fino alla disputa della finale della successiva edizione della Coppa Italia. Viene altresì consegnata una copia del trofeo in similoro per essere conservata perennemente nella bacheca della squadra vincitrice. Le copie del trofeo vennero consegnate anche alle due squadre vincitrici delle edizioni 1958 e 1958-1959, quando la coppa consegnata era stilisticamente diversa da quella attuale. Anche i trofei consegnati ai vincitori delle edizioni antecedenti alla seconda guerra mondiale erano diversi da quello attualmente in uso.

### La coccarda
Dall'edizione del 1958 è prevista, nel corso della successiva stagione calcistica, la cucitura della coccarda italiana tricolore sulle maglie della squadra vincitrice. La prima squadra ad aver cucito sulle proprie maglie per la prima volta la coccarda è stata pertanto la Lazio. Attualmente, la coccarda, cucita sulle maglie della squadra vincitrice, ha il cerchio più esterno di colore rosso e quello più interno di colore verde. In passato, in alcune competizioni i colori erano invertiti.

## Partecipazioni complessive
Sono 381 le società calcistiche che hanno preso parte alle 79 edizioni della Coppa Italia giocate dal 1922 al 2025-2026, compresa l'edizione del 1926-1927, non terminata. Nessuna squadra ha partecipato a tutte le edizioni. In grassetto sono riportate le squadre impegnate nell'edizione 2025-2026.
- 78 volte: Bologna, Inter, Juventus, Milan
- 77 volte: Genoa, Lazio, Roma, Torino
- 76 volte: Napoli
- 75 volte: Atalanta, Brescia, Fiorentina
- 73 volte: Verona
- 72 volte: Vicenza
- 70 volte: Cagliari, Palermo
- 69 volte: Sampdoria
- 68 volte: Bari
- 65 volte: Udinese
- 61 volte: Monza
- 59 volte: Parma
- 57 volte: Modena
- 56 volte: Como, Lecce
- 54 volte: Pescara, Reggiana
- 53 volte: Padova
- 51 volte: Ascoli, Catania, Cesena
- 50 volte: Perugia, Pisa
- 49 volte: Catanzaro
- 48 volte: Cremonese, Foggia
- 47 volte: Venezia
- 46 volte: Empoli, SPAL
- 42 volte: Avellino, Triestina
- 41 volte: Cosenza
- 40 volte: Piacenza, Reggina, Salernitana, Ternana
- 39 volte: Livorno
- 37 volte: Novara, Varese
- 36 volte: Taranto
- 33 volte: Spezia
- 32 volte: Messina
- 31 volte: Alessandria, Mantova, Sambenedettese
- 30 volte: Arezzo
- 29 volte: Ancona
- 28 volte: Siena
- 27 volte: Chievo, Lucchese
- 24 volte: Pro Patria
- 23 volte: Pistoiese
- 22 volte: Cittadella, Crotone, Treviso
- 21 volte: Frosinone, Rimini
- 20 volte: Benevento, Juve Stabia, Lecco, Ravenna
- 19 volte: Carpi, Sassuolo, Virtus Entella
- 18 volte: Casertana
- 17 volte: Prato, Pro Vercelli
- 16 volte: AlbinoLeffe
- 14 volte: Carrarese, Grosseto, Pontedera, Potenza, Südtirol, Trapani
- 12 volte: Cavese, Feralpisalò, Savona
- 11 volte: Fanfulla, Fidelis Andria, L’Aquila, Lumezzane, Teramo
- 10 volte: Barletta, Biellese, Forlì, Sanremese
- 9 volte: Brindisi, Legnano, Marzotto Valdagno, Nocerina, Pordenone, Savoia, Vigevano
- 8 volte: Fano, Crema, Fiumana, Gubbio, Manlio Cavagnaro
- 7 volte: Campobasso, Casale, Gallaratese, Grion Pola, Ilva Bagnolese, Pavia, Seregno, Vado
- 6 volte: Acqui, Andrea Doria, Asti, Baracca Lugo, Civitavecchiese, Cusiana, Falck, Foligno, Forlimpopoli, Liguria, Littorio Rivarolo, Maceratese, MATER, Monopoli, Ponziana, Pro Gorizia, Rovigo, Le Signe, Siracusa, Valpolcevera
- 5 volte: Acireale, Bassano Virtus, Cuneo, Derthona, Fermana, Gualdo Casacastalda, Imolese, Jesi, Latina, Manfredonia, Massese, Matera, Pinerolo, Renate, Rende, Sorrento, Viareggio, Viterbese Castrense
- 4 volte: Alfa Romeo, AlzanoCene, Ampelea, Audace Cerignola, Audace SME, CRDA Monfalcone, Casarano, Giarre, Imperia, Matelica, Mestrina, Paganese, Pontisola, Portogruaro, Sangiovannese, SIAI Marchetti, Virtus Francavilla, Virtus Lanciano
- 3 volte: Alba Roma, Albenga, AltoVicentino, Montevarchi, Cantù, Caratese, Casalini, Castel di Sangro, Chieti, Dinasimaz Popoli, Gallipoli, Juventus Domo, Licata, Martina, Molfetta, Molinella, Pro Italia, Pro Sesto, Rapallo, Sampierdarenese, San Marino, Sempre Avanti, Supertessile Rieti, Tiferno, Trani, Tritium, Valenzana, Vis Pesaro
- 2 volte: Acciaierie e Ferriere Novi, Akragas, Armando Diaz, Atletico Catania, Atletico Roma, Bacoli Sibilla Flegrea, Baratta Battipaglia, Brescello, Campodarsego, Carbosarda, Casalecchio, Castellarano, Cecina, Centese, Chieri, Chioggia Sottomarina, Codogno, Corniglianese, Delta Rovigo, Edera Trieste, Este, Fiorente, Fiorenzuola, Giana Erminio, Giulianova, Juventus Siderno, Lanerossi Schio, Melfi, Pergocrema, Pirelli, Pro Palazzolo, Real Marcianise, Redaelli, SAFFA Fucecchio, Sandonà, Saronno, Saviglianese, Sestri Levante, Sora, Spes Genova, Torres, Trastevere, Trento, Trevigliese, Tuttocuoio, Turris, Virescit Bergamo, Voghera
- 1 volta: Abbiategrasso, Adriese, Aeronautica Torino, Albalonga, Amatori Bologna, Ambrosiana, Ardens, Arona, Arsa, Audace Livorno, Aullese, AZ Picerno, Belluno, AC Bologna, Breno, Campania, Cantieri Tosi, Caronnese, Carpenedolo, Carraresi Padova, Castelbolognese, Castelfranco Emilia, Castel Rigone, Castelsardo, Celano Olimpia, Centrale del Latte Genova, Cervia, Cirio, Città di Marino, Civilerghe Mazzano, Corradini Suzzara, Correggese, Dopolavoro Ferroviario Catania, Dopolavoro Ferroviario Trieste, Dolo, Enotria Goliardo, Enrico Toti Livorno, Faenza, Fasano, FEDIT, Feltrese, FIAT, Figline, CS Firenze, Fiume, Forte dei Marmi, Fortitudo Pro Roma, Fortitudo Trieste, Francavilla, FC Francavilla, Frattese, Galbani, Galliate, GEA Firenze, Gela, Gelbison, Genovese, Gerli, Giovinezza Sacile, Giugliano, Guidonia, Ideale, Ilva Savona, Isotta Fraschini, Italia Ancona, Italia Padova, Ivrea, Juventus Italia, Lancia, Lanusei, Latte Dolce, Leffe, Libertas Firenze, Libertas Milano, Libertas Venezia, Liberty, Lodigiani, Mantovana, Marsala, Meda, Mezzocorona, US Milanese, Molassana, Montecatini, Monterosi Tuscia, Nissena, Oderzo, Officine Meccaniche, Olbia, Olginatese, Orbetello, Palmese, Panaro Modena, Pastore, Pescina VG, Petrarca, Pieris, Pineto, Pizzighettone, Poggibonsi, Pomezia, Pomigliano, Ponsacco, San Giorgio Fois, Pro Livorno, Pro Piacenza, Pro Vasto, RapalloBogliasco, R.C. Angolana, Rezzato, Roman, US Romana, Russi, Saint-Christophe, S.N. Notaresco, Sansepolcro, Sansovino, Santarcangelo, Santegidiese, Santhià, Sarnese, Scafatese, Sicula Leonzio, Stelvio Olona, Tamai, Termoli, Terracina, Tigullio, US Torinese, Varazze, Ventimigliese, Vercellesi Erranti, Vico Equense, Vincenzo Benini, Vola Genova, Zara

## Piazzamenti

### 2º posto
- 10 volte secondo:  Milan
- 8 volte secondi:  Roma,  Torino
- 7 volte seconda:  Juventus
- 6 volte seconda:  Inter
- 5 volte seconda:  Atalanta,  Fiorentina
- 4 volte secondi:  Napoli
- 3 volte secondi:  Lazio,  Palermo,  Sampdoria,  Verona
- 2 volte secondo:  Parma
- 1 volta secondo:  Alessandria,  Ancona,  Cagliari,  Catanzaro,  Genoa,  Novara,  Padova,  SPAL,  Udinese,  Venezia

### Ultima volta 2º posto
- Milan: 2024-2025
- Atalanta: 2023-2024
- Fiorentina: 2022-2023
- Juventus: 2021-2022
- Lazio: 2016-2017
- Roma: 2012-2013
- Palermo: 2010-2011
- Sampdoria: 2008-2009
- Inter: 2007-2008
- Parma: 2000-2001
- Napoli: 1996-1997
- Ancona: 1993-1994
- Torino: 1987-1988
- Verona: 1983-1984
- Cagliari: 1968-1969
- Padova: 1966-1967
- Catanzaro: 1965-1966
- SPAL: 1961-1962
- Venezia: 1942-1943
- Genoa: 1939-1940
- Novara: 1938-1939
- Alessandria: 1935-1936
- Udinese: 1922

## Finali

### Frequenza delle finali disputate
Di seguito sono indicate le finali finora disputate con le corrispondenti frequenze; curiosamente, non si sono ancora mai affrontate in finale la  Juventus e la  Roma, che sono le due squadre vantanti il maggior numero di vittorie, rispettivamente 15 e 9 (a pari merito con l' Inter), e apparizioni in finale, 22 e 17.
In tutte le edizioni del torneo si è svolta una finale a due per l'assegnazione del titolo, ad eccezione della Coppa Italia 1926-1927, non terminata, e delle edizioni 1967-1968, 1968-1969, 1969-1970 e 1970-1971, terminate con un girone all'italiana (nel 1970-1971 con il supplemento di uno spareggio in campo neutro, deciso ai tiri di rigore). Le finali disputate più volte (in cinque occasioni) sono quella tra l'Inter e la Roma, che è anche la finale disputata più volte consecutive (quattro, tra il 2005 e il 2008), e quella tra la Juventus e il Milan. Tre volte la finale è stata una stracittadina, rispettivamente di Torino (nel 1937-1938), di Milano (nel 1976-1977), di Roma (nel 2012-2013).
5 volte
- Inter -  Roma
- Juventus -  Milan

4 volte
- Roma -  Torino

3 volte
- Inter -  Juventus
- Juventus -  Parma
- Juventus -  Lazio

2 volte
- Atalanta -  Juventus
- Fiorentina -  Lazio
- Fiorentina -  Parma
- Juventus -  Napoli
- Roma -  Sampdoria

1 volta
- Alessandria -  Torino
- Ancona -  Sampdoria
- Atalanta -  Fiorentina
- Atalanta -  Lazio
- Atalanta -  Napoli
- Atalanta -  Torino
- Bologna -  Milan
- Bologna -  Palermo
- Catanzaro -  Fiorentina
- Fiorentina -  Genoa
- Fiorentina -  Juventus
- Fiorentina -  Milan
- Fiorentina -  Napoli

- Genoa -  Roma
- Inter -  Fiorentina
- Inter -  Lazio
- Inter -  Milan
- Inter -  Napoli
- Inter -  Novara
- Inter -  Palermo
- Inter -  Torino
- Juventus -  Palermo
- Juventus -  Torino
- Juventus -  Verona
- Lazio -  Milan
- Lazio -  Roma
- Lazio -  Sampdoria

- Milan -  Napoli
- Milan -  Padova
- Milan -  Roma
- Milan -  Sampdoria
- Napoli -  Sampdoria
- Napoli -  SPAL
- Napoli -  Verona
- Napoli -  Vicenza
- Roma -  Venezia
- Roma -  Verona
- Sampdoria -  Torino
- Torino -  Venezia
- Udinese -  Vado

### Finali e gironi finali complessivi disputati
- 22  Juventus

### Finali e gironi finali consecutivi disputati
- 4  Inter,  Juventus,  Roma,  Torino (Inter e Roma tra il 2004-2005 e il 2007-2008, Juventus tra il 2014-2015 e il 2017-2018). Il  Torino è l'unica squadra che ha partecipato consecutivamente ai 4 gironi finali disputati tra il 1967-1968 e il 1970-1971, l'ultimo dei quali conclusosi con uno spareggio in campo neutro (Torino-Milan), per l'assegnazione del trofeo.

### Sconfitte complessive in finali e gironi finali
- 10  Milan

### Sconfitte consecutive in finali e gironi finali
- 3  Torino (dal 1979-1980 al 1981-1982)

### Squadre finaliste senza vittorie
- Alessandria,  Ancona,  Cagliari,  Catanzaro,  Novara,  Padova,  Palermo,  SPAL,  Udinese,  Verona

### Squadre vincitrici senza sconfitte in finali e gironi finali
Vado e  Vicenza sono le due squadre che hanno vinto il trofeo nell'unica finale disputata.  Bologna ha vinto tre volte il trofeo, due nelle finali disputate e l'altra in uno dei due gironi finali disputati.

## Record

### Squadre

#### Treble

##### Treble Champions League-Campionato-Coppa Italia
- 1  Inter: (2009-2010)

#### Double continentali

##### Double Champions League-Coppa Italia
- 1  Milan: (2002-2003),  Inter: (2009-2010)

##### Double Coppa delle Coppe-Coppa Italia
- 1  Fiorentina: (1960-1961),  Milan: (1972-1973)

##### Double Coppa UEFA/Europa League-Coppa Italia
- 1  Juventus: (1989-1990),  Parma: (1998-1999)

#### Double nazionali Campionato-Coppa Italia
- 6  Juventus: (1959-1960, 1994-1995, 2014-2015, 2015-2016, 2016-2017, 2017-2018)
- 2  Inter: (2005-2006 e 2009-2010)
- 1  Torino: (1942-1943),  Napoli: (1986-1987),  Lazio: (1999-2000)

#### Double nazionali Campionato-Coppa Italia consecutivi
- 4  Juventus: (2014-2015, 2015-2016, 2016-2017 e 2017-2018).

#### Altri record di squadra

##### Squadre campioni non militanti nella massima divisione
- 1  Vado: (1922 (Promozione Ligure - campionato di II livello)),  Napoli: (1961-1962 (Serie B))

##### Squadre finaliste non militanti nella massima divisione
- 2  Palermo: (1973-74 ,1978-79 (Serie B))
- 1  Catanzaro: (1965-66),  Padova: (1966-67),  Ancona: (1993-94) (Serie B)

##### Squadre semifinaliste non militanti nella massima divisione
- 2  Bari: (1962-63 (Serie B); 1983-84 (Serie C1))
- 1  Venezia: (1958-59),  Torino: (1959-60),  Verona: (1962-63),  Foggia: (1968-69),  Varese: (1969-70),  Ternana: (1979-80),  Sampdoria: (1981-82),  Cagliari: (1986-87),  Cremonese: (1986-87),  Bologna: (1995-96) (Serie B),  Alessandria: (2015-16 (Lega Pro))

#### Reti

##### Imbattibilità
- Torino: 743 minuti (1979-1980)
- Juventus: 690 minuti (dal 2016-2017 al 2018-2019)
- Reggina: 679 minuti (1999-2000)

### Partite

#### Partite con più gol segnati
- 19:  Alessandria -  Amatori Bologna 17-2 (1926-27)

#### Vittoria casalinga col maggior numero di gol di scarto
- 15:  Alessandria -  Amatori Bologna 17-2 (1926-27),  Cittadella -  Potenza 15-0 (2015-2016)

#### Vittoria esterna col maggior numero di gol di scarto
- 15:  Cento -  Juventus 0-15 (1926-27)

#### Pareggio col maggior numero di gol segnati
- 8:  Bagnolese -  L’Aquila 4-4 (1937-1938),  Schio -  Marzotto Valdagno 4-4 (1939-1940),  Udinese -  Cagliari 4-4 (1992-1993),  Ternana -  Udinese 4-4 (2001-2002)

#### Imbattibilità
- Napoli: 21 partite tra le edizioni 1985-86 e 1987-88.

#### Maggior numero di vittorie consecutive
- Napoli: 20 tra le edizioni 1985-1986 e 1987-1988.

#### Maggior numero di vittorie complessive in una singola edizione
- Napoli: 13 nell'edizione 1986-87 senza nessun pari o sconfitte.

#### Squadre campioni con tutte le partite disputate vinte
- 2  Juventus: (1937-1938) (6 su 6); (2017-2018) (5 su 5)
- 1  Napoli: (1986-1987) (13 su 13),  Fiorentina: (1995-1996) (8 su 8),  Inter: (2009-2010) (5 su 5),  Bologna: (2024-2025) (5 su 5)

#### Squadre campioni senza subire reti durante la competizione
- Juventus: (2017-2018)

### Finali

#### Stessa finale consecutiva
- Inter -  Roma: 4 volte (tra le edizioni 2004-2005 e 2007-2008)

#### Sedi di finali uniche, ripetizioni e spareggi
- 27: Roma, Stadio Olimpico
- 5: Milano, Stadio Giuseppe Meazza
- 3: Firenze, Stadio Comunale

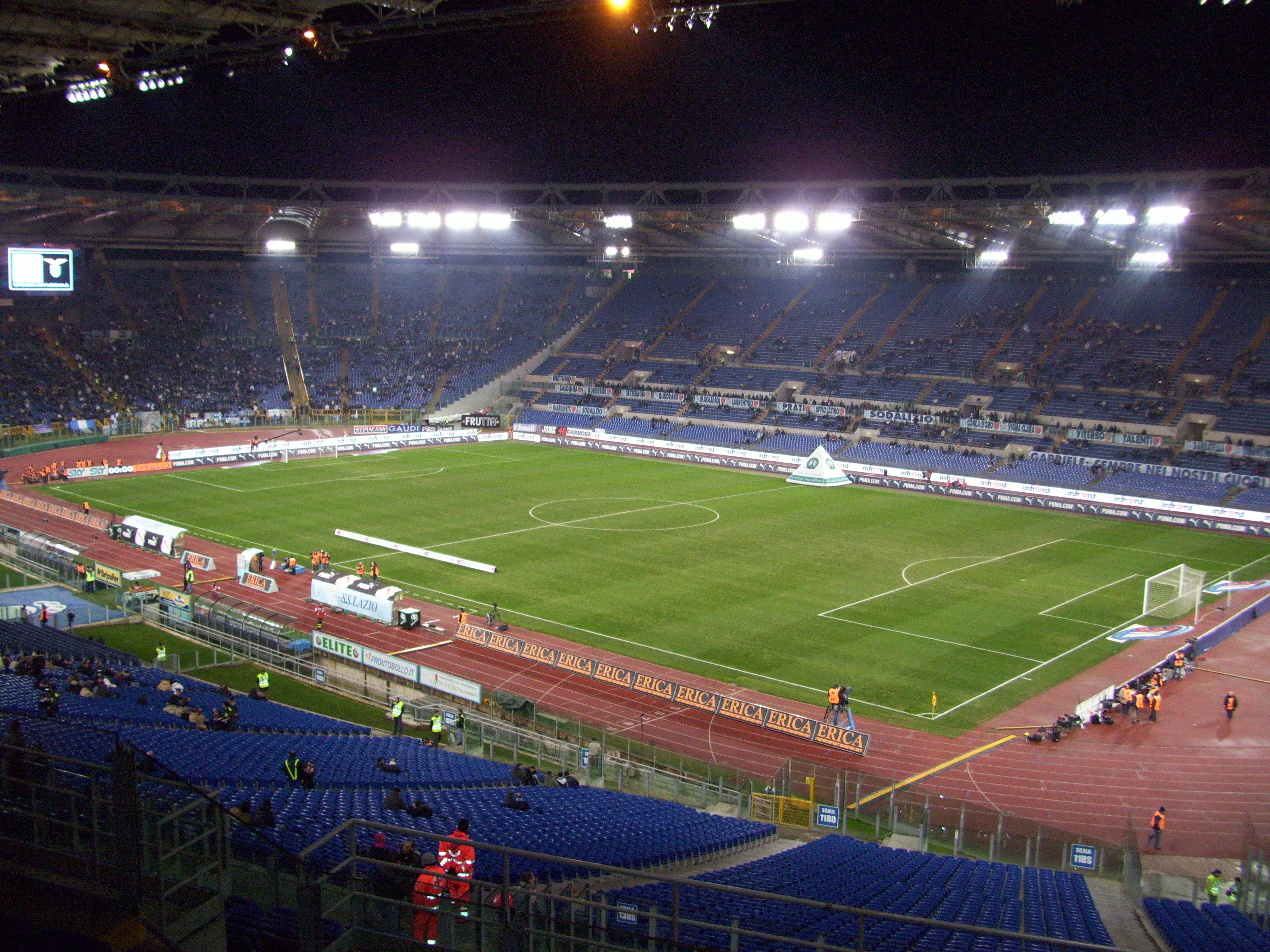
Lo Stadio Olimpico di Roma, sede di 27 finali.

- 2: Genova, Stadio Luigi Ferraris (una finale unica e uno spareggio); Roma, Stadio Nazionale
- 1: Napoli, Stadio San Paolo; Reggio Emilia, Mapei Stadium - Città del Tricolore; Torino, Stadio Comunale (una ripetizione di finale unica); Vado Ligure, Campo di Leo; Venezia, Stadio Pierluigi Penzo

### Calciatori
In grassetto i giocatori ancora in attività in Coppa Italia.

#### Maggior numero di presenze
1. Roberto Mancini 120
2. Giuseppe Bergomi 119
3. Pietro Vierchowod 116
4. Franco Causio 113
5. Giovanni Galli 112
6. Dino Zoff 110
7. Ivano Bordon 103
8. Fausto Salsano 102
9. Luigi Danova 101
10. Gaetano Scirea 101

Roberto Mancini, calciatore con maggiori presenze e tra i plurivincitori della Coppa Italia.

11. Giuseppe Bruscolotti 100
12. Giuliano Terraneo 99
13. Domenico Caso 98
14. Gabriele Oriali 98
15. Giuseppe Savoldi 98
16. Franco Baresi 97
17. Pierino Fanna 97
18. Giuseppe Baresi 96
19. Alessandro Altobelli 94
20. Fausto Pari 94

#### Migliori marcatori
1. Alessandro Altobelli 56
2. Roberto Boninsegna 48
3. Giuseppe Savoldi 47
4. Gianluca Vialli 42
5. Bruno Giordano: 38
6. Pietro Anastasi 37
7. Paolo Pulici 37
8. Roberto Baggio 36
9. Gigi Riva 33
10. Roberto Mancini 32
11. Roberto Pruzzo 30

Alessandro Altobelli, miglior marcatore della Coppa Italia.

12. Diego Armando Maradona 29
13. Andrea Carnevale 28
14. Francesco Graziani 28
15. Gianni Rivera 28
16. Pierino Prati 27
17. Aldo Serena 27
18. Giuseppe Damiani 26
19. Gabriel Batistuta 25
20. Alessandro Del Piero 25
21. Antonio Di Natale 25
22. Sandro Tovalieri 25

#### Plurivincitori della classifica marcatori
- 3  Gigi Riva: ( Cagliari),  Giuseppe Savoldi: (2  Bologna, 1  Napoli)
- 2  Hernán Crespo: (1  Parma, 1  Inter),  Felice Evacuo: ( Benevento),  Francesco Flachi: ( Sampdoria),  Kurt Hamrin: ( Fiorentina),  Goran Pandev: (1  Lazio, 1  Genoa),  Gianfranco Petris: ( Fiorentina),  Gianluca Scamacca: (1  Ascoli, 1  Genoa),  Gianni Rivera: ( Milan),  Giuseppe Signori: ( Lazio)

#### Vincitori della classifica marcatori per squadra
- 11  Juventus
- 9  Fiorentina,  Inter,  Milan,  Napoli,
- 7  Cagliari,  Roma,  Sampdoria,  Torino
- 5  Atalanta,  Lazio
- 3  Genoa,  Parma
- 2  Ascoli,  Bari,  Benevento,  Bologna,  Lecce,  Mantova,  Perugia,  SPAL,  Spezia,  Udinese,  Vicenza
- 1  Carpi,  Catanzaro,  Cittadella,  Cremonese,  Empoli,  Novara,  Salernitana,  Lucchese,  Ternana

#### Plurivincitori
- 6  Roberto Mancini: (4  Sampdoria, 2  Lazio),  Gianluigi Buffon: (1  Parma, 5  Juventus)

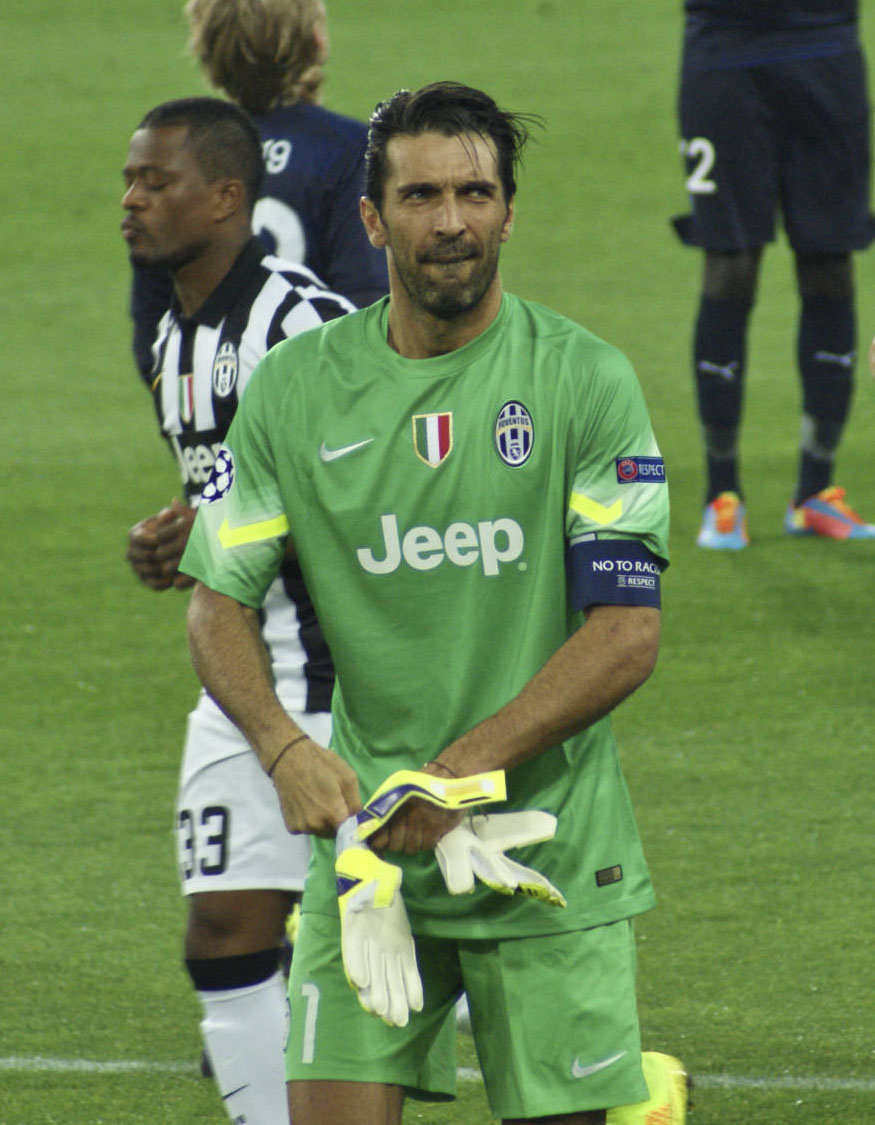
Gianluigi Buffon, tra i plurivincitori della Coppa Italia con 6 affermazioni, di cui 4 consecutive.

- 5  Romeo Benetti: (2  Milan, 1  Juventus, 2  Roma),  Bruno Conti: ( Roma),  Fausto Salsano: (4  Sampdoria, 1  Roma),  Giuseppe Favalli: (3  Lazio, 2  Inter),  Francesco Toldo: (2  Fiorentina, 3  Inter),  Dejan Stanković: (1  Lazio, 4  Inter),  Goran Pandev: (1  Lazio, 2  Inter, 2  Napoli),  Stephan Lichtsteiner (1  Lazio, 4  Juventus),  Giorgio Chiellini,  Alex Sandro: ( Juventus)

#### Plurivincitori consecutivi
- 4  Goran Pandev: (dal 2008-2009 al 2011-2012: 1  Lazio, 2  Inter, 1  Napoli),  Kwadwo Asamoah,  Andrea Barzagli,  Gianluigi Buffon,  Giorgio Chiellini,  Stephan Lichtsteiner,   Claudio Marchisio,  Stefano Sturaro (dal 2014-2015 al 2017-2018  Juventus)
- 3  Romeo Benetti: (dal 1978-1979 al 1980-1981: 1  Juventus, 2  Roma),  Giuseppe Favalli (dal 2003-2004 al 2005-2006: 1  Lazio, 2  Inter),  David Pizarro: (dal 2005-2006 al 2007-2008: 1  Inter, 2  Roma),  Leonardo Bonucci: (dal 2014-2015 al 2016-2017  Juventus),  Juan Cuadrado,  Paulo Dybala,  Sami Khedira,  Mario Mandžukić,  Daniele Rugani,  Alex Sandro (dal 2015-2016 al 2017-2018  Juventus)

#### Maggior numero di squadre con cui un calciatore ha vinto
- 3  Romeo Benetti: ( Milan,  Juventus,  Roma),  Goran Pandev: ( Lazio,  Inter,  Napoli)

#### Maggior numero di vittorie con la stessa squadra
- 5  Bruno Conti: ( Roma),  Alex Sandro,  Gianluigi Buffon,  Giorgio Chiellini: ( Juventus)

#### Altri record
- Più presenze con la stessa squadra:  Giuseppe Bergomi, 119 ( Inter dal 1979 al 1999)
- Più gol con la stessa squadra:  Alessandro Altobelli, 46 ( Inter dal 1977 al 1988)
- Maggior numero di gol in una singola edizione:  Gianluca Vialli, 13 ( Sampdoria, 1988-1989)

### Allenatori

#### Allenatori plurivincitori

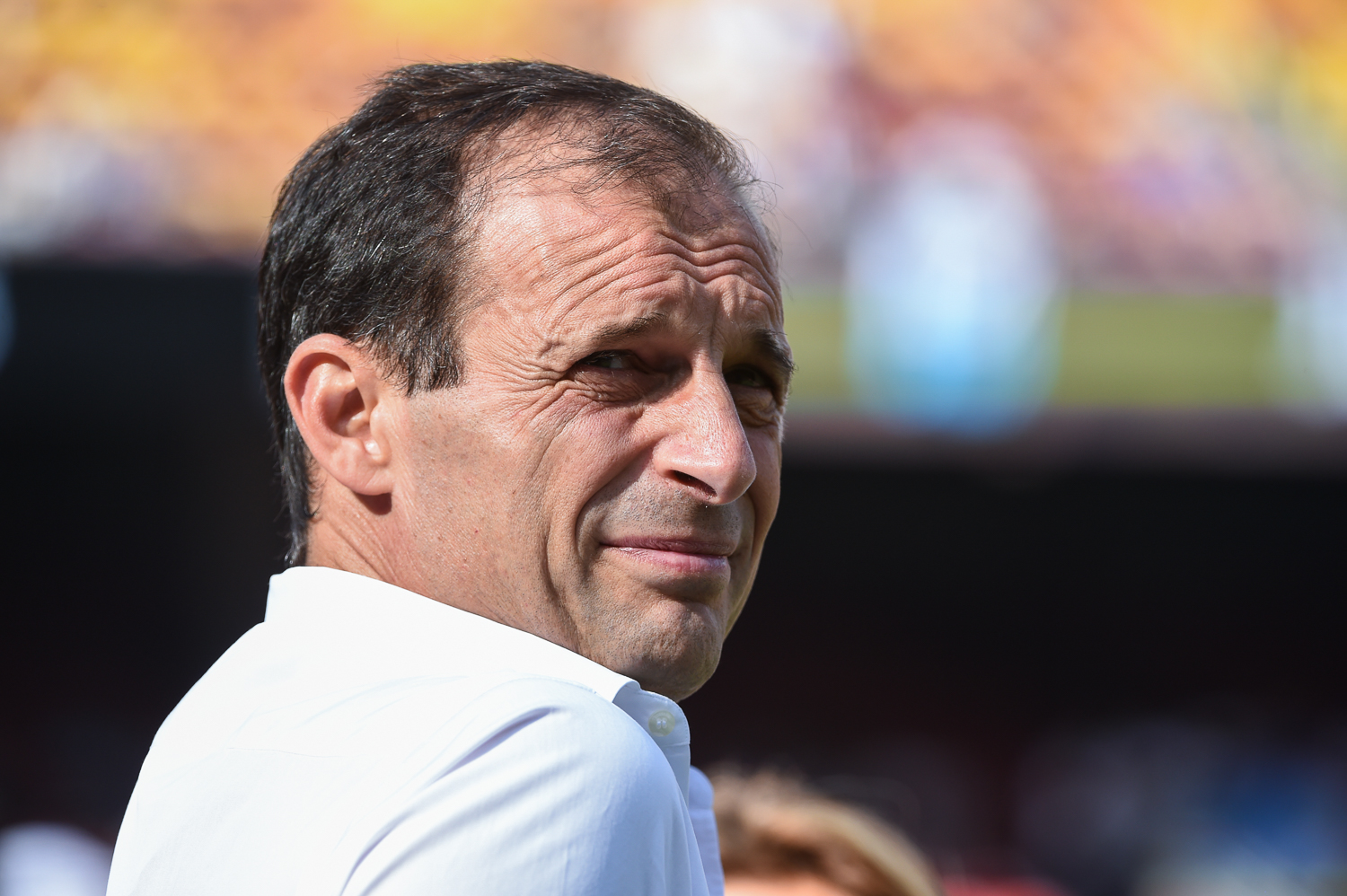
Massimiliano Allegri, l'allenatore più vittorioso in Coppa Italia con 5 successi, di cui 4 consecutivi.

Di seguito, gli allenatori che hanno vinto almeno due edizioni.
In grassetto gli allenatori ancora in attività in Serie A.
| # | Allenatore           | Vitt. | Squadre                      |
| - | -------------------- | ----- | ---------------------------- |
| 1 | Massimiliano Allegri | 5     | Juventus                     |
| 2 | Sven-Göran Eriksson  | 4     | Roma, Sampdoria, Lazio (2)   |
| = | Roberto Mancini      | 4     | Fiorentina, Lazio, Inter (2) |
| 4 | Eugenio Bersellini   | 3     | Inter (2), Sampdoria         |
| = | Simone Inzaghi       | 3     | Lazio, Inter (2)             |
| = | Nils Liedholm        | 3     | Roma                         |
| = | Nereo Rocco          | 3     | Milan                        |
| 8 | Ottavio Bianchi      | 2     | Napoli, Roma                 |
| = | Vujadin Boškov       | 2     | Sampdoria                    |
| = | Tony Cargnelli       | 2     | Torino, Inter                |
| = | Giuseppe Chiappella  | 2     | Fiorentina                   |
| = | Edmondo Fabbri       | 2     | Torino, Bologna              |
| = | Bruno Pesaola        | 2     | Napoli, Bologna              |
| = | Luciano Spalletti    | 2     | Roma                         |
| = | Giovanni Trapattoni  | 2     | Juventus                     |

#### Altri record
- Più edizioni vinte consecutivamente:  Massimiliano Allegri, 4 ( Juventus).
- Più edizioni vinte con la stessa squadra:  Massimiliano Allegri, 5 ( Juventus).
- Maggior numero di squadre con cui un allenatore ha vinto: 3  Sven-Göran Eriksson ( Roma,  Sampdoria,  Lazio) e  Roberto Mancini ( Fiorentina,  Lazio,  Inter)
- Più giovane allenatore a vincere:  Beniamino Cancian, 35 anni e 98 giorni,  Torino (Coppa Italia 1970-1971)
- Più vecchio allenatore a vincere:  Nereo Rocco, 65 anni e 44 giorni,  Milan (Coppa Italia 1976-1977)

### Arbitri

#### Classifica presenze in finale
Primi 10 arbitri per numero di finali dirette:
1. Paolo Casarin 4 (A/R 1984, 1986, 1988)
2. Pierluigi Collina 4 (1995, 2002, 2004, 2005)
3. Gianluca Paparesta 4 (2000, 2002, 2003, 2004)
4. Rosario Lo Bello 3 (1983, 1989, 1992)
5. Raffaele Mastellari 3 (1936, A/R 1938)
6. Alberto Michelotti 3 (1975, 1980, 1981)
7. Emidio Morganti 3 (2007, 2008, 2011)
8. Daniele Orsato 3 (2013, 2014, 2015)
9. Giancarlo Redini 3 (1982, 1985, 1987)
10. Roberto Rosetti 3 (2000, 2003, 2009)